# 18611 Baudelaire
18611 Baudelaire este o planetă minoră (asteroid), cu un diametru de 6,547 km, din centura de asteroizi. A fost descoperită pe 6 februarie 1998 la Observatorul European Austral de Eric Walter Elst și a fost numită după Charles Baudelaire. 
Obiectul prezintă o orbită caracterizată de o semiaxă mare de 2,4467931 UAi, o excentricitate de 0,19, o înclinație de 2,43435 ° în raport cu ecliptica.